# ال گرین (سیاستمدار)
الکساندر ان. گرین (انگلیسی: Alexander N. Green؛ زادهٔ ۱ سپتامبر ۱۹۴۷) وکیل و سیاستمدار آمریکایی است که از سال ۲۰۰۵ به‌عنوان نماینده ایالات متحده از ناحیه نهم کنگره تگزاس خدمت می‌کند. او یکی از اعضای حزب دموکرات است. گرین از سال ۱۹۷۷ تا ۲۰۰۴ به عنوان قاضی صلح در شهرستان هریس، تگزاس خدمت کرد.
گرین در طول مدت تصدی خود بر موضوعاتی مانند حقوق سقط جنین و گسترش برنامه‌های اجتماعی تمرکز کرده است. گرین یکی از اعضای کمیته خدمات مالی مجلس نمایندگان ایالات متحده است که در آن از قوانین سخت‌تر بانکی و پاسخگویی شرکتی حمایت کرده است.
در طول نخستین سخنرانی رئیس‌جمهور دونالد ترامپ در جلسه مشترک کنگره در دوره دوم ریاست‌جمهوری او در ۴ مارس ۲۰۲۵، گرین مکرراً مراسم را دچار اختلال کرد و در طول نطق خود سخنرانی رئیس‌جمهور را به هم زد و به دلیل عدم رعایت نزاکت توسط کارکنان از اتاق خارج شد. گرین از نشستن روی صندلی امتناع کرد و انگشت خود را به سمت رئیس‌جمهور گرفت و فریاد می‌زد «تو هیچ مصوبه‌ای نداری.» چند روز بعد، دن نیوهاوس مصوبه‌ای را برای محکومیت گرین به‌دلیل «نقض رفتار» ارائه کرد.

## اوایل زندگی و تحصیلات
گرین در نیواورلئان، لوئیزیانا به دنیا آمد. او در دانشگاه کشاورزی و مکانیک فلوریدا و دانشگاه تاسکگی تحصیل کرد. او در سال ۱۹۷۴ مدرک دکتری حقوقی را از دانشکده حقوق تورگود مارشال در دانشگاه تگزاس جنوبی دریافت کرد. او یکی از اعضای برادری آلفا فی آلفا است.